# Mustangové (film)
Mustangové (anglicky The Misfits) je americké neowesternové filmové drama z roku 1961, natočené podle scénáře Arthura Millera režisérem Johnem Hustonem. V hlavních rolích se objevili Clark Gable, Marilyn Monroe, Montgomery Clift, Eli Wallach a Thelma Ritter. Posléze se ukázalo, že snímek byl posledním, kde si zahrály dva americké sexsymboly Clark Gable a Marilyn Monroe. Film byl dokončen 4. listopadu 1960 a poprvé uveden v únoru 1961.
Film vypráví příběh lásky rozvedené citlivé krásky Roslyn Taber (Marilyn Monroe) a Gaye Langlanda (Clark Gable), stárnoucího kovboje s mírnou hráčskou vášní, jenž si vydělává nelegálním odchytem divokých mustangů, které pak prodává řezníkovi ke zpracování na psí konzervy.
V originálu se snímek jmenuje The Misfits (ztracené existence). Ztracenci jsou jak mustangové, kteří jsou nemilosrdně odchytáváni, tak hlavní postavy příběhu, jež jsou zmítány osudem a nedokážou dosáhnout spokojené existence.

## Děj
Roslyn Tabor (Marilyn Monroe) přišla do Rena, aby se nechala rozvést. Její největší, starostlivou přítelkyní se stane Isabelle (Thelma Ritter), která je sama již dlouho rozvedená. Po svém rozvodu se Roslyn seznámí s automechanikem Guidem (Eli Wallach) a kovbojem Gayem Langlandem (Clark Gable). Roslyn a Isabelle odjedou s Guidem a Gayem do Gidova prázdného domu. Roslyn zde zůstane nějakou dobu sama s Gayem a stráví s ním pár šťastných dní. Poté se znovu objeví Guido, aby přemluvil Gaye k lovu mustangů.
Gay nakonec souhlasí. Roslyn je tím nadšená, protože očekává báječné dobrodružství. Při shánění dalšího do party se vydají do městečka Halt, kde se právě koná rodeo. Zde se Guido a Gay setkají s kamarádem Percem Howlandem (Montgomery Clift), který se účastní rodea. Roslyn je rodeem zděšena, a to především tím, když vidí, jak byl Perce dvakrát shozen a s koně a býka a zraněn. Perce se do citlivé Roslyn, která s ním soucítí, brzy zamiluje.
Dalšího dne se všichni vydají na lov mustangů. Roslyn proti brutálnímu nakládání s krásnými koňmi protestuje, zvlášť když se dozví, že mustangové mají skončit jako psí konzervy. Nakonec se nervově zhroutí.
Gay odmítá splnit přání Roslyn a nechat koně běžet. Perce se však nad mustangy i Roslyn smiluje a v nestřežený okamžik mustangy odváže a vypustí na svobodu. Gay si to nechce nechat líbit a pokusí se přemoci alespoň silného hřebce, vůdce stáda. Pomocí vlastních svalů ho zkrotí a teprve potom mu dá svobodu. To je pro Roslyn gesto smíření. Gay s ní odjíždí šťastně a smířen domů.

## Postavy příběhu
Všech pět hlavních hrdinů příběhu je izolováno od zbytku světa, což je také po jistou dobu spojuje. To nemůže trvat příliš dlouho, a proto se také od skupinky brzy odděluje Isabelle. Náhodou totiž potkala svého bývalého muže, kterého stále miluje, a jeho nynější ženu, kteří žijí ve funkčním vztahu. Isabelle, jež byla již vícekrát vdaná, pozná, že se jí v městečku může dostat opravdového přátelství a spokojenosti.
Roslyn touží po respektu a opravdovém smyslu života. Pracovala jako tanečnice, muži ji ale nebrali jako skutečného člověka. Chce být respektována a ceněna jako osobnost. Když jsou mustangové brutálním způsobem kroceni, vykřičí jejich „mučitelům“ své mínění do obličeje. Nesnese, aby bylo komukoliv ubližováno. Je osobností, která se nenechá omezovat ostatními.
Přitahují ji muži samotáři, kteří se nenechávají ovlivňovat společností, kteří mají vlastní představu o světě i životě.
Guido, jenž býval za druhé světové války pilotem, opouští svoji práci automechanika ihned, jakmile se naskytne příležitost k lovu mustangů. Zdá se, že je milým a chápajícím člověkem, to ale platí pouze do té doby, kdy je vyhovováno jeho záměrům. Ve skutečnosti opovrhuje ženami a činí svoji zemřelou ženu odpovědnou za to, že jejich manželství bylo nešťastné. Nepřipouští se žádnou možnost sebekritické reflexe.
Perce se potuluje světem jako rodeový závodník. To vše kvůli tomu, že se jeho matka znovu vdala a její nový manžel tak zaujal Percovo místo na ranči. Vyhledává dobrodružné rodeo, které mu pomůže zapomenout na jeho starosti. Také on odmítá Guidův a Gayův plán pochytání mustangů, přesto jim ale pomáhá a až později se pokusí zvířata osvobodí a utéci s Roselyn. Není ještě charakterově hotovou postavou.
Kovboj Gay si pamatuje ještě časy, když byli koně odchytáváni na chov. Souboj s divokými koňmi pro něj představuje takřka sportovní vyžití. Své děti (jeho dcera je stará jako Roselyn) vídá jen jednou do roka a ony s ním už dávno příliš nepočítají. Když je na chvíli opustí, aby jim představil Roselyn, odjedou a nedají mu ani vědět. Tehdy se jeho pěstěná sebedůvěra poprvé zhroutí. Říká, že celá země je jeho vlastí, je mu však k ničemu bez ženy, s níž by ji sdílel. S energií se pouští do vztahu s Roselyn. Přesto se ho Roselyn nepodaří odvrátit od jeho plánů na chytání mustangů. Nakonec však Gay pozná, že život, který dosud vedl, je pryč, a jeho budoucnost spočívá v lásce k Roselyn, která má proto jistou šanci.

## Natáčení
Natáčení Mustangů nebylo vůbec jednoduché. Provázelo je mnoho problémů, z nichž ne nejmenším byla vedra nevadské pouště. Dalším problémem byl paradoxně režisér John Huston, který noci trávil hraním a popíjením a občas usnul během natáčení. K jeho honoráři přibývaly ještě hráčské prohry, o které se musela postarat produkční společnost.
Marilyn Monroe během natáčení upadala stále hlouběji do světa závislosti na alkoholu a lécích. V srpnu 1960 zastavil Huston práci a poslal Marilyn na léčení.
Gable trval na tom, aby sám účinkoval ve svých kaskadérských scénách, včetně toho, že byl 120 metrů vláčen rychlostí 50 kilometrů za hodinu. Tři dny po konci natáčení utrpěl těžký kuřák Gable masivní infarkt a jedenáct dní nato zemřel.[zdroj?] Za méně než dva roky zemřela i Marilyn Monroe na předávkování léky.[zdroj?] Mustangové byli jejím posledním dokončeným filmem, stejně jako tomu bylo u Gabla, Marilyna dětského idolu. Thelma Ritter zemřela osm let po natáčení a Montgomery Clift, jenž byl těžce zraněn při automobilové nehodě roku 1956 a podstoupil náročnou operaci obličeje, zemřel čtyři roky po dokončení Mustangů, Naproti tomu Eli Wallach pokračuje ve své bohaté kariéře i ve 21. století.
Navzdory mnohým potížím podali Monroe a Clift Gable výkony, které jsou moderními filmovými kritiky označovány za vynikající.[zdroj?] Gable a Monroe zde patrně ztvárnili své nejtěžší životní role.[zdroj?] Především Monroe se konečně zbavila stereotypního označení hloupé blondýnky.[zdroj?]
Snímek nebyl příliš komerčně úspěšný a setkal se smíšeným přijetím kritiky. Od té doby však jednoznačně zkultovněl.

## Zajímavosti
- V dokumentárním filmu o točení Mustangů Eli Wallach vyprávěl historku o tom, jak Huston natáčel scénu s Gayem (Gable) a Guidem (Wallach) u baru. Huston se domníval, že Wallach hraje opilce nepříliš realisticky. Huston Wallachovi pověděl, že se včera opil jako nikdy v životě. Wallach užasl, protože ten den Huston vypadal naprosto střízlivě. Vyučování spočívalo v tom, že se Wallach jako opilý se pokusí zahrát střízlivého. Poté to už šlo.
- Podle filmu se pojmenovala punková skupina The Misfits.
- Autorem plakátů propagujících film byl výtvarník Thomas B. Allen.
- Společnost Magnum Photos získala exkluzivní práva na pořízení fotografií z natáčení. Fotografie Inge Morath a Eve Arnoldové byly od té doby představeny na mnoha výstavách po celém světě. Arthur Miller, v době natáčení manžel Marilyn Monroe, se v roce 1962 oženil s fotografkou Inge Morath, kteréžto manželství vydrželo až do roku 2002, do její smrti.
- Miller pokračoval v práci na scénáři během natáčení, což často konzultoval s režisérem Johnem Hustonem.
- Monroe chodila na natáčení velmi pozdě, občas se neukázala vůbec. Noci trávila učením se svých výstupů s Paulou Strasberg, to velmi rozčilovalo Millera i Hustona, kteří byli znepokojeni tím, že se Marilyn dostávalo rozdílných pokynů z mnoha stran. Strasberg se navzdory nevadskému vedru oblékala do černého a byla filmovým štábem nazývána Black Bart po štvanci Divokého západu Charlesi Bollesovi.
- Producent Frank Taylor avizoval Mustangy jako „mezní snímek“.
- Poslední hra Arthura Millera Finishing the Picture (2004) vychází především z událostí, které se přihodily během natáčení Mustangů.

## V hlavních rolích
- Clark Gable – Gay Langland
- Marilyn Monroe – Roslyn Taber
- Montgomery Clift – Perce Howland
- Thelma Ritter – Isabelle Steers
- Eli Wallach – Guido
- James Barton – Fletcherův dědeček
- Kevin McCarthy – Raymond Taber